# 조이스 멘지스
조이스 멘지스(Joyce Menges, 1948년 8월 6일 ~ )는 미국의 배우, 영화배우이다.
미국 캘리포니아주 셔먼오크스에서 태어났다. 아들은 전자 인디 팝 밴드 더 포스털 서비스의 작곡가 Jimmy Tamborello이다.

## 영화
- 난쟁이 왕국 (1967년, 언크레딧)
- To Rome with Love (1969~1971년)
- 나우 유 씨 힘, 나우 유 돈 (1972년)